# Jamanouči
Jamanouči (japonsky: 山ノ内町) je japonské město v distriktu Šimotakai v prefektuře Nagano. Na území města se nachází lyžařské středisko Šiga Kógen, kde se konaly některé soutěže v rámci Zimních olympijských her 1998. Také se na území města nachází přírodní rezervace Jigokudani Monkey Park, kde žijí makaci červenolící.
V roce 2003 mělo město 15 326 obyvatel a celkovou rozlohu 265,93 km².